# Blaupunkt

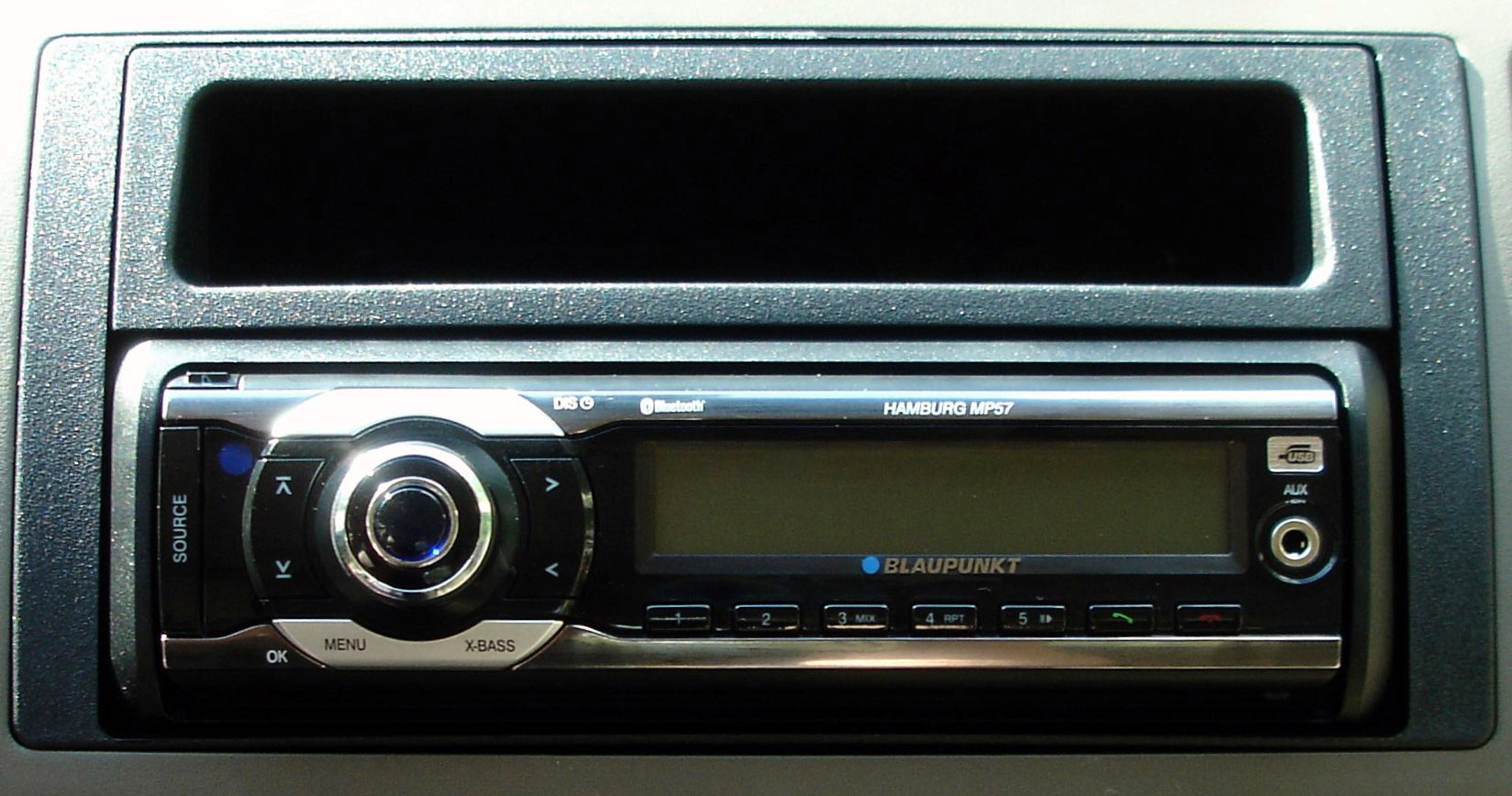
Autorádio značky Blaupunkt kombinované s handsfree

Blaupunkt (česky: Modrý puntík) je značka zabývající se výrobou spotřební elektroniky. Například autorádií, reproduktorů, zesilovačů již od roku 1932, kdy vyrobil vůbec první autorádio na světě a v roce 1952 má zase prvenství ve výrobě VHF autorádia na světě. Kromě toho se pod značkou vyrábějí autonavigace, handsfree a další audiotechnika pro automobily a taktéž televizory. V současné době (2023) se pod touto značkou prodávají i elektrokola a elektrické nářadí.
Vývoj a distribuci výrobků zajišťuje 40 držitelů licencí v rámci programu - Blaupunkt Licensing Program (od roku 2020). Sídla mají převážně v Německu a v Evropě.

## Historie
Společnost byla založena v Berlíně roku v listopadu 1924 pod názvem "Ideal Radiotelefon & Apparatefabrik GmbH Berlin" a později byla přejmenována na Blaupunkt roku 1938. Toto jméno získala podle modrých puntíků, kterými byla označována sluchátka, která prošla kontrolou kvality.
Společnost Ideal od roku 1930 spadala pod společnost Robert Bosch GmbH. Na podzim roku 1934 získala společnost pozemek v Berlíně - Wilmesdorfu, kde byla postavena výrobní hala, která byla otevřena 5. září 1936. 
15. prosince 1938 dostala společnost název Blaupunkt-Werke GmbH (BPWG).

Po 2. světové válce se sídlo společnosti nově založené společnosti Blaupunkt-Apparatenbau GmbH (BPAG) přestěhovalo do města Hildesheim.
Dne 18. prosince 2008, Bosch prodal společnost Blaupunkt za neurčitou částku mnichovskému investičními holdingu Aurelius AG.
V roce 2014 prodal holding Aurelius AG společnost Blaupunkt Technology GmbH britskému fondu, ale ponechal si práva na ochrannou známku. 
V roce 2015 podala společnost Blaupunkt Technology GmbH návrh na insolvenci. 
Obchod se zesilovači a vybavením pro automobily byl prodán belgické společnosti Premium Sound Solutions (PSS) a vývojové centrum bylo prodáno rumunskému podnikateli Rāzvanu Olosovi. 
Dne 15. února 2016 bylo oznámeno nezdaření prodeje evropského obchodního podniku s autorádii.
Práva k ochranným známkám společnosti Blaupunkt od tohoto roku (2016) spravuje společnost  GIP Development SARL (Lucembursko) a vztahuje se na distribuci různých skupin výrobků v celém světě.

## Produkty

### Autorádia
V průběhu devadesátých let byla postupně omezována výroba kazetových autorádií a jejich místo začaly zabírat přístroje pro kompaktní disky. Několik let byl vyráběn i model pro přehrávání disků DVD, avšak dnes už v nabídce produktů není.
Současná autorádia Blaupunkt se rozlišují na autorádia pro CD, autorádia pro SD a autorádia s bluetooth. Bez výjimky jsou všechny modely schopné přehrávat soubory ve formátu mp3. Modely s technologií bluetooth nebo modely s možností o doplnění o tento prvek mohou fungovat také jako handsfree.
V závislosti na typu jsou rádia vybavena moderními funkcemi jako RDS, slotem pro SD kartu, rozhraním USB, LCD displejem s výběrem barvy až z několika tisíc odstínů. Standardní výkon bývá 4× 40–50 W. Většina modelů umožňuje příjem ve vysílacím standardu DAB+.
Blaupunkt své modely označuje hlavně podle světových měst.

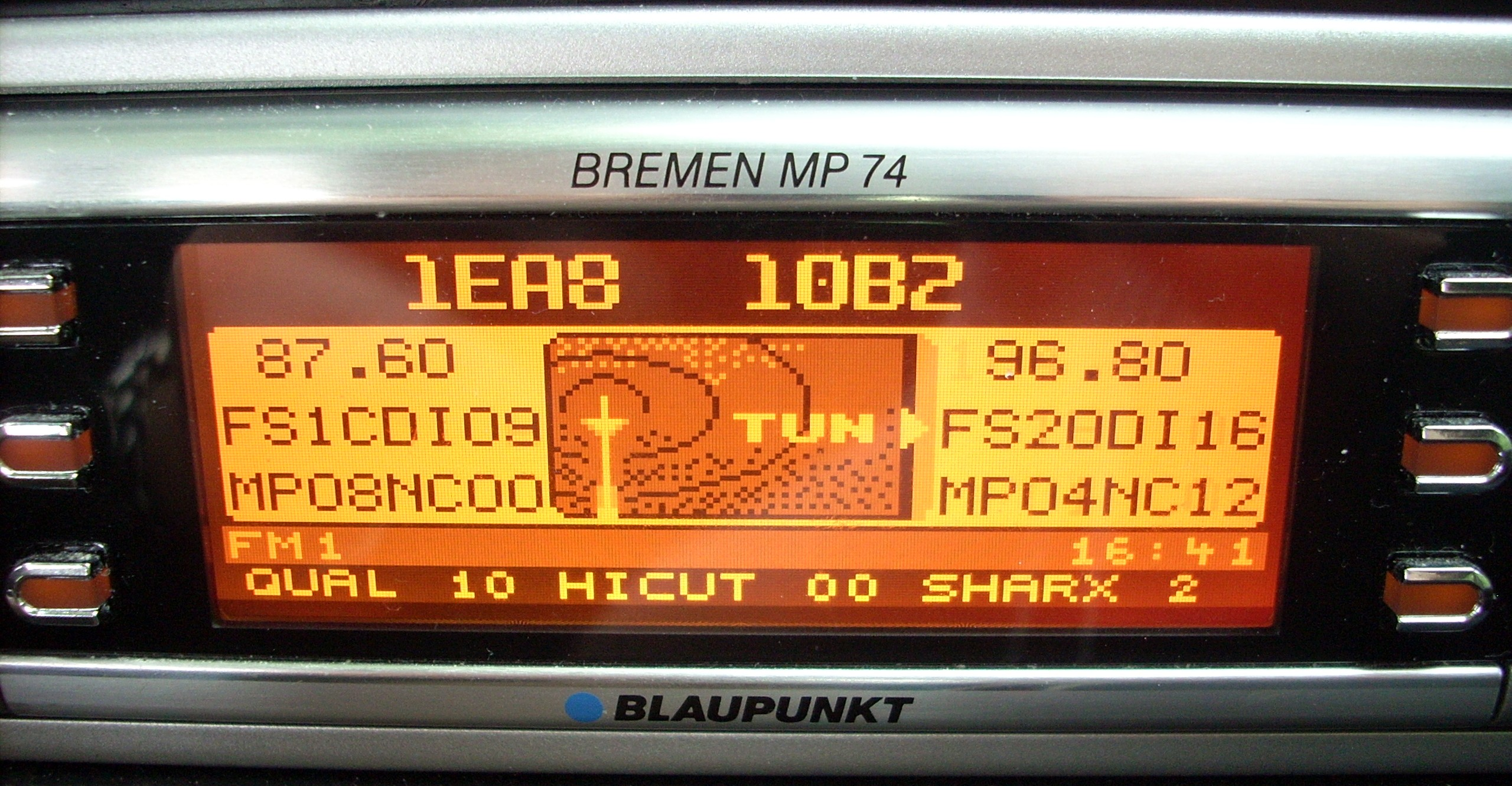
Starší model – Bremen MP74

Kromě těchto standardních modelů vyrábí také OEM produkty, které se následně montují do automobilů jako originální rádia výrobců. Takto dodává rádia pro značky Audi, Volkswagen, BMW, Porsche a další. Dále jsou v nabídce autorádia s GPS navigací, ale tyto modely Blaupunkt označuje jako vlastní Navigace s funkcí autorádia.

### Multimediální přístroje do auta
V oblasti autonavigací nabízí Blaupunkt řadu produktů, kterou rozděluje na mobilní navigace (přenosné, obdoba přístrojů TomTom), navigace kombinované s autorádiem a jeden model navigace s velkým displejem, které se využívají spíše v kamionech nebo autobusech.
Mobilní navigace -
Obdobná řada jako u značek TomTom nebo Garmin. Blaupunkt označuje tuto řadou názvem "TravelPilot" s třímístným číselným dodatkem. Za zmínku stojí nejvyšší model T
Navigace kombinované s rádiem –
Protože jde o kombinaci autorádia a navigace, jsou tyto modely označovány spojením názvů "TravelPilot" + název světového města. Jde vlastně napůl o zabudované GPS přijímače, které zachovávají nevýhodu nutnosti odvrácení pohledu od situace na silnici, ale nedisponují velkým displejem, jako tomu je u zařízení instalovaných výrobci automobilů.
Ve všech mapových přístrojích jsou dodávány mapy od společnosti TeleAtlas.

### Reproduktory
Tradiční sortiment firmy Blaupunkt tvoří basové reproduktory (subwoofery), středové reproduktory a výškové reproduktory nikoliv pouze pro automobily, ale také pro lodě.
Za zajímavost lze považovat řadu přenosných subwooferů V2Go, které lze z automobilu jednoduše vyjmout, odnést a zabezpečit tak proti krádeži.

### Parkovací asistenti

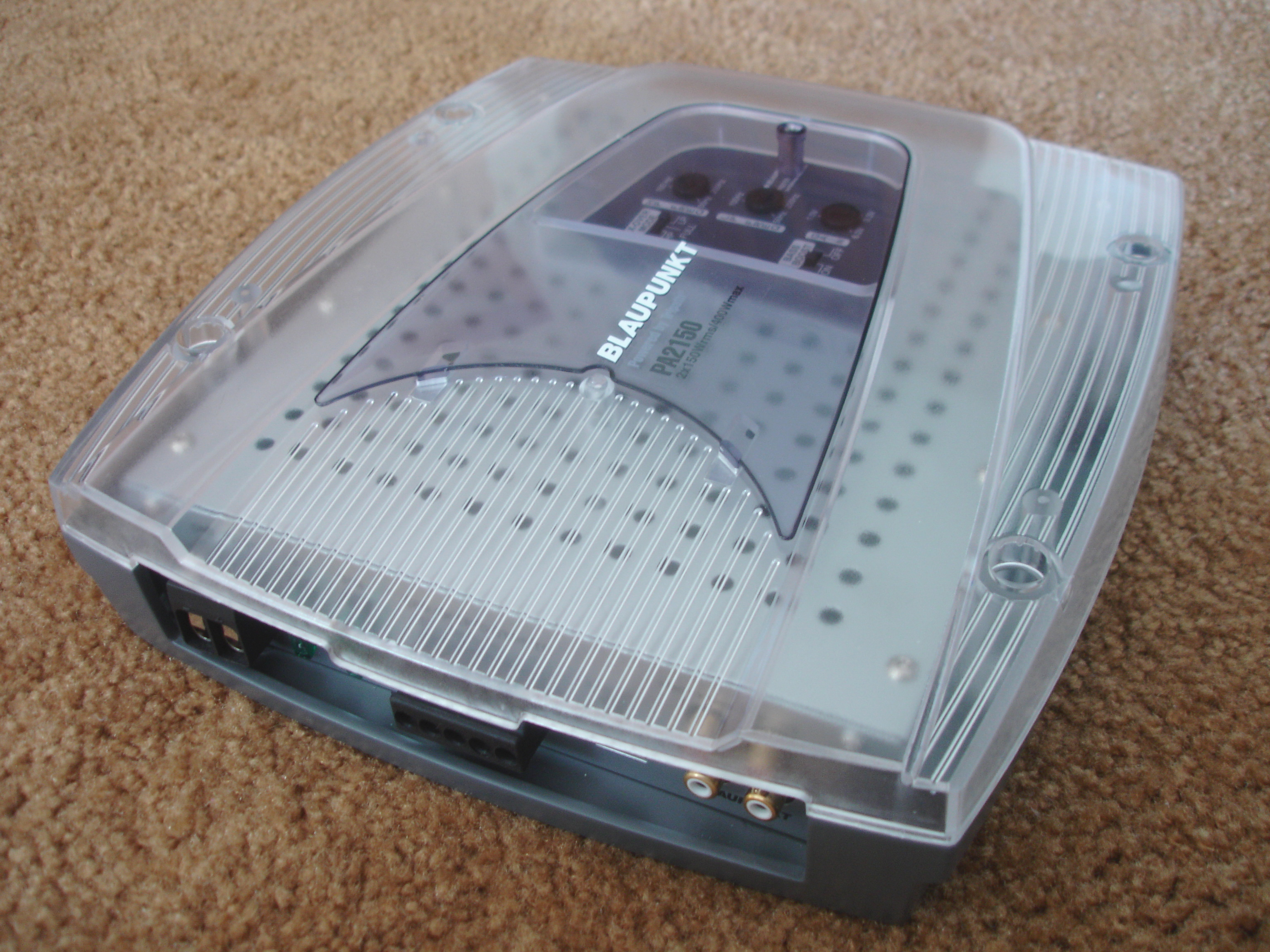
Zesilovač Blaupunkt

Moduly pro montáž parkovacích asistentů pro motorové vozidla.

### Antény
Antény pro příjem klasického pozemního rozhlasového vysílání i pro příjem v rozhlasovém formátu DAB, DAB+ nebo GPS.

### Domácí a přenosné audio přijímače
V nabídce portfolia jsou Bluetooth reproduktory, radiobudíky, multifunkční hodiny, přístroje pro příjem internetového rádia, kuchyňské radiopřijímače a Hi-Fi věže.

### Mobilní telefony
V kategorii mobilních telefonů se pod značkou Blaukpunt vyrábějí smartphone, telefony pro seniory, telefony odolné proti otřesům a prachu i klasické stolní telefony.

### Meteorologické stanice
K dostání je několik modelů meteorologických stanic s bezdrátovými venkovními senzory.

### Zdraví a domácí péče
V této kategorii jsou na trhu osobní váhy, přístroje pro peeling, holicí a zastřihovací strojky, kartáče na vlasy, zubní kartáčku a fény.

### Zahradní technika
Grily a BBQ přístroje, LED osvícení, ultrasonické čističky na brýle, elektrické nářadí, zahradní technika jako jsou plotové zastřihovače, strunové sekačky, štěpkovače dřevní hmoty, sekyrky a přenosné wapové myčky.

### Elektromobilita
Na trhu jsou dostupné od této značky elektrokola, elektrické koloběžky a elektrické hoverboardy.

### Tepelná čerpadla
V nabídce je i několik variant tepelných čerpadel pro instalaci do rodinných domů.